# Aulonothroscus rugosiceps
Aulonothroscus rugosiceps is een keversoort uit de familie dwergkniptorren (Throscidae). De wetenschappelijke naam van de soort werd in 1916 gepubliceerd door Schaeffer.